# Cratere Kahnawake
Kahnawake è un cratere sulla superficie di Marte.